# Loin de la foule déchaînée (film, 2015)
Pour les articles homonymes, voir Loin de la foule déchaînée.
Pour plus de détails, voir Fiche technique et Distribution.
Loin de la foule déchaînée (Far from the Madding Crowd) est un film dramatique américano-britannique de Thomas Vinterberg, sorti en 2015.
Il s'agit d'une nouvelle adaptation du roman homonyme de Thomas Hardy, publié en 1874, après celle réalisée par John Schlesinger : Loin de la foule déchaînée (film, 1967). Comme ce dernier, le film de 2015 a été tourné intégralement dans le comté du Dorset pour rendre l'atmosphère des paysages chers à l'auteur.
Quant aux scènes dans le domaine, la ferme, elles sont tournées au sein de la Mapperton House, bâtisse de l'époque victorienne, située près de Beaminster.

## Synopsis
Dans l'Angleterre victorienne,  Gabriel Oak est un jeune berger qui tombe sous le charme d'une nouvelle venue de huit ans sa cadette, Bathsheba Everdene. Lorsqu'il la demande en mariage, il est alors plus riche qu'elle, mais elle n'accepte ni ne refuse son offre, hésitant entre sa farouche indépendance et une vie conjugale qui la lierait à lui. 
Une nuit, le troupeau de Gabriel est entraîné vers la falaise par son jeune chien devenu fou et entièrement perdu. Il est ruiné et quitte sa ferme. 
À la suite de l'héritage de son oncle, Bathsheba prend la tête d'une grande ferme et d'une belle demeure dans un village voisin. Elle y retrouve Gabriel, qui sauve providentiellement sa ferme d'un incendie ravageur. Il l'aime encore, devient son employé puis son régisseur mais doit renoncer à ses prétentions. 
D'autant plus que deux autres prétendants apparaissent, un riche voisin qu'elle dédaigne et un sergent qu'elle se décidera sur un coup de tête à épouser. Cet homme se révèle toutefois joueur, buveur et indifférent à la bonne marche de la ferme. Gabriel, qui avait prévenu Bathsheba de la dangerosité du sergent, réussit à sauver une récolte d'un orage torrentiel mais au fil des jours et des dettes de jeu accumulées, la ruine menace. 
Un jour, le sergent Troy retrouve la femme qu'il aurait dû épouser, mendiante et enceinte de son enfant. Elle s'était trompée d'église, le jour de son mariage et il ne l'avait pas attendu, croyant à une défection. Lui promettant de lui venir en aide, mais dérangé par la présence distante de Bathsheba, il la laisse accoucher seule, dehors. Elle est retrouvée morte aux côtés de son bébé.Troy, accablé par ce coup fatal, se rend sur la plage, se dévêt et nage vers le large. On le croit noyé. 
Le riche voisin, Boldwood, avec l'appui de Gabriel en qui il reconnait un homme de cœur et de raison quoique son rival, propose à Bathsheba de payer ses dettes en échange de sa promesse de devenir son épouse. Une fête se prépare pour qu'il puisse annoncer cette union à tout le village réuni dans sa somptueuse maison. Mais Troy n'est pas mort, il a choisi ce soir-là pour réapparaître et revendiquer ce qu'il considère comme son bien légitime. Boldwood, rendu fou par ce coup de théâtre qui ruine ses plans, le tue d'un coup de fusil. Condamné à la prison à vie, il laisse la gestion de ses affaires à Gabriel qui découvre la chambre nuptiale qu'il tenait prête pour Bathsheba et l'ampleur de sa passion pour elle. 
Les jours passent. Gabriel attend un signe de Bathsheba mais rien ne vient. Il lui annonce qu'il quitte la ferme pour l'Amérique et qu'il partira dès le lendemain, à l'aube. Elle le laisse partir. Mais le lendemain, alors que Gabriel est déjà en route vers Bristol, la maison n'est soudain plus la même. Les visages sont tristes, les regards sombres. 
Bathsheba, endosse alors sa veste de cuir et enfourche son cheval pour aller le retenir, comme elle l'avait fait naguère, lorsqu'elle avait eu besoin de lui. Elle lui interdit de la quitter et il lui obéit, ayant attendu cet instant depuis le premier regard qu'il avait posé sur elle.

## Fiche technique
- Titre français : Loin de la foule déchaînée
- Titre original : Far from the Madding Crowd
- Réalisation : Thomas Vinterberg
- Scénario : David Nicholls d'après Loin de la foule déchaînée de Thomas Hardy
- Casting : Nina Gold, Theo Park
- Costumes : Janet Patterson
- Décors : Niamh Coulter
- Photographie : Charlotte Bruus Christensen
- Montage : Claire Simpson
- Musique : Craig Armstrong
- Production : Andrew Macdonald
- Société(s) de production : DNA Films et Fox Searchlight Pictures
- Société(s) de distribution : 
  -  États-Unis Fox Searchlight Pictures
  -  France 20th Century Fox
- Pays d’origine : États-Unis et Royaume-Uni
- Langue : Anglais
- Format : couleur – 35 mm – 2,35:1 – son Dolby Digital
- Genre : drame
- Durée : 119 minutes
- Dates de sortie :
  -  Turquie : 17 avril 2015 (festival international du film d'Istanbul)
  -  États-Unis et  Royaume-Uni : 1er mai 2015
  -  France : 3 juin 2015
- Sortie DVD : 7 octobre 2015

## Distribution
- Carey Mulligan (VF : Élisabeth Ventura) : Bathsheba Everdene
- Matthias Schoenaerts (VF : lui-même) : Gabriel Oak
- Michael Sheen (VF : Bruno Choël) : William Boldwood

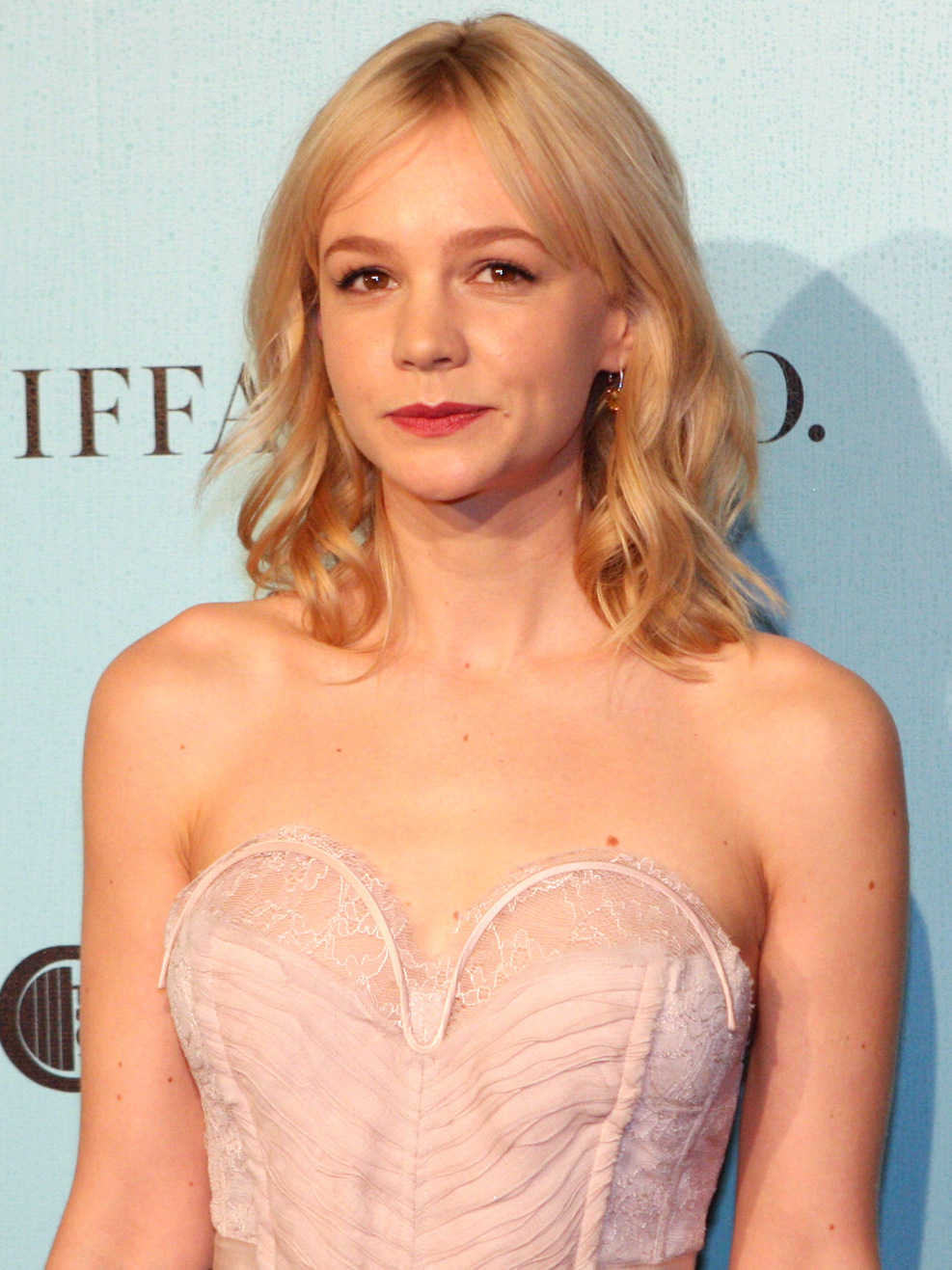
Carey Mulligan en 2013.

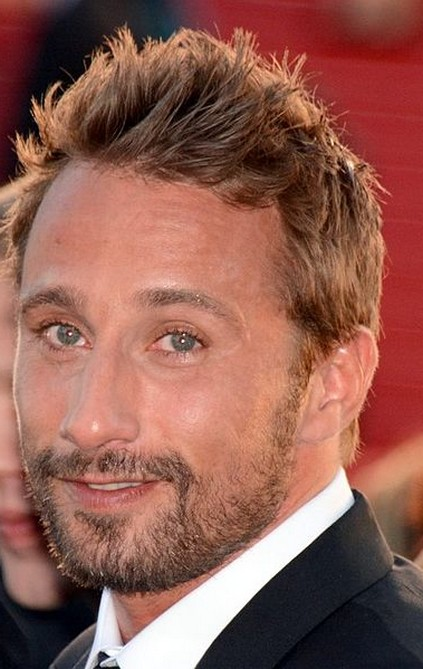
Matthias Schoenaerts en 2015.

- Tom Sturridge (VF : Xavier Thiam) : sergent Frank Troy
- Jessica Barden (VF : Anna Mihalcea) : Liddy
- Juno Temple (VF : Diane Dassigny) : Fanny Robin
- Bradley Hall (VF : Samuel Cahu) : Joseph Poorgrass
- Sam Phillips (VF : Jean-François Cros) : le sergent Doggett
- Harry Peacock (VF : Yann Guillemot) : Jan Coggan
- Hilton McRae (VF : Jean-Paul Dubois) : Jacob Smallbury
- Tilly Vosburgh (VF : Frédérique Cantrel) : Madame Hurst
- Rowan Hedley : Maryann Money
- Connor Webb : Merchant
- Penny-Jane Swift : Mme Coggan
- Shaun Ward : Farmer
- Roderick Swift : Everdene Farmer
- Don J. Whistance : Constable
- Jamie Lee-Hill : Laban Tall

Version française
Studio de doublage : Dubbing Brothers
Direction artistique : Béatrice Delfe
Adaptation : Agnès Dusautoir
 Source et légende : version française (VF) sur RS Doublage et AlloDoublage